# Hypenetes stuckenbergi
Hypenetes stuckenbergi är en tvåvingeart som beskrevs av Jason Gilbert Hayden Londt 1985. Hypenetes stuckenbergi ingår i släktet Hypenetes och familjen rovflugor. Inga underarter finns listade i Catalogue of Life.